# بنو زهرة

بنو زهرة هم بطن من بطون قبيلة قريش.

## نسبهم
هم بنو زهرة بن كلاب بن مرة بن كعب بن لؤي بن غالب بن فهر بن مالك بن النضر وهو قريش بن كنانة بن خزيمة بن مدركة بن إِلْيَاس بن مُضَر بن نِزار بن مَعَدِّ بن عَدْنان.

## أعلام من بني زهرة
- أم النبي محمد آمنة بنت وهب الزهرية القرشية.
- الصحابي عبد الرحمن بن عوف الزهري القرشي.
- طلحة بن عبد الله بن عوف الزهري  القرشي.
- الصحابي المسور بن مخرمة الزهري  القرشي.
- الصحابي سعد بن أبي وقاص الزهري  القرشي، وأولاده:
  - عمر بن سعد الزهري  القرشي.
  - عائشة بنت سعد الزهرية  القرشية.
- الصحابي عمير بن أبي وقاص الزهري  القرشي.
- الصحابي عتبة بن أبي وقاص الزهري  القرشي، وابنه:
  - هاشم بن عتبة الزهري  القرشي.